# Lista över vägtunnlar i Sverige
Lista över vägtunnlar i Sverige.
| Namn                         | Kommun                  | Väg               | Antal körfält   | Längd (m) | Öppn.år   | Kommentar                                                                                                   |
| ---------------------------- | ----------------------- | ----------------- | --------------- | --------- | --------- | --- |
| Södra länken                 | Stockholms kommun       | Riksväg 75        | 2+2, delvis 3+3 | 3835      | 2004      | Hammarbytunneln (östgående) 3835 m, Årstatunneln (västgående) 3823 m. Flera anslutande tunnlar längs vägen. |
| Norra länken                 | Stockholms kommun       | Väg E20           | 2+2, delvis 3+3 | 3695      | 2014      | |
| Muskötunneln                 | Nynäshamns kommun       | Väg AB539         | 2               | 2960      | 1964      | Under havet                                                                                                 |
| Törnskogstunneln             | Sollentuna kommun       | Länsväg 265       | 2+2             | 2071      | 2008      | |
| Lundbytunneln                | Göteborgs kommun        | Väg E6.21         | 2+2             | 2060      | 1998      | |
| Götatunneln                  | Göteborgs kommun        | Väg E45           | 3+3             | 1600      | 2006      | |
| Söderledstunneln             | Stockholms kommun       | Väg E4.25         | 2+2             | 1580      | 1984      | |
| Löttingetunneln              | Täby kommun             | Länsväg 265       | 1+1             | 1100      | 2008      | |
| Klaratunneln                 | Stockholms kommun       |                   | 2+2             | 850       | 1976/1979 | Anslutning både till Sveavägen och Mäster Samuelsgatan i norr.                                              |
| Gnistängstunneln             | Göteborgs kommun        | Väg E6.20         | 2+2             | 712       | 1978      | |
| Nackatunneln/Sicklatunneln   | Nacka kommun            | Riksväg 75        | 2+2, delvis 3+3 | 610       | 2004      | Nackatunneln (östgående) 610 m, Sicklatunneln (västgående) 580 m.                                           |
| Marieholmstunneln            | Göteborgs kommun        | Väg E6.21         | 3+3             | 500       | 2020      | Under Göta älv                                                                                              |
| Vindötunneln                 | Orusts kommun           | Länsväg 160       | 2               | 470       | 1966      | |
| Tingstadstunneln             | Göteborgs kommun        | Väg E6            | 3+3             | 454       | 1968      | Under Göta älv                                                                                              |
| Eugeniatunneln               | Solna/Stockholms kommun | Väg E4            | 2+2             | 440       | 1991      | |
| Ulricehamnstunneln           | Ulricehamns kommun      | Riksväg 40        | 2+2             | 400       | 2015      | |
| Gullbergstunneln             | Göteborgs kommun        | Väg E45           | 2+2             | 400       | 2021      | |
| Kärratunneln                 | Uddevalla kommun        | Riksväg 44        | 2+2             | 375       | 1976      | |
| Ålidhemstunneln              | Umeå kommun             | Ålidbacken        | 2+2             | 350       | 1992      | |
| Blekholmstunneln             | Stockholms kommun       | Väg E4.25         | 2+2             | 350       |           | |
| Skultorpstunneln             | Skövde kommun           | Riksväg 26        | 2+2             | 312       | 2005      | |
| Häggvikstunneln              | Sollentuna kommun       | Länsväg 265       | 2+2             | 300       | 1998      | |
| Finnbergstunneln             | Nacka kommun            |                   | 2               | 280       | 1971      | |
| Åsklostertunneln/Värötunneln | Varbergs kommun         | Väg E6/E20        | 2+2             | 265       | 1981      | |
| Norra Brobytunneln           | Enköpings kommun        | Väg E18           | 2+2             | 260       | 2010      | |
| Hundra knutars backe         | Stockholms kommun       |                   |                 | 251       | 2009      | Överdäckning i samband med bygget av Kvarteret Snöflingan.                                                  |
| Gerumstunneln                | Tanums kommun           | Väg E6            | 2+2             | 250       | 2015      | |
| Åkersbergatunneln            | Österåkers kommun       | Länsväg 276       | 2               | 246       | 1993      | |
| Gårdstenstunneln             | Göteborgs kommun        | Väg E6.20         | 3               | 235       | 1978      | |
| Ullbrotunneln                | Enköpings kommun        | Väg E18           | 2+2             | 235       | 2010      | |
| Sörvikstunneln               | Uddevalla kommun        | Riksväg 44        | 2+2             | 220       | 1976      | |
| Fredhällstunneln             | Stockholms kommun       | Väg E4/E20        | 4+4             | 210       | 1966/1967 | |
| Stuvstatunneln               | Huddinge kommun         | Stuvstaleden      |                 | 200       | 1994      | |
| Lindötunneln                 | Ekerö kommun            | Länsväg 261       |                 | 180       | 1994      | |
| Karlbergstunneln             | Stockholms kommun       | Klarastrandsleden | 1+1             | 177       |           | |
| Stadsbergstunneln            | Ragunda kommun          | Riksväg 87        | 2               | 153       |           | |
| Grindtunneln                 | Tanums kommun           | Väg E6            | 2+2             | 149       |           | |
| Åretunneln                   | Åre kommun              | Väg E14           | 2               | 135       |           | |
| Stenungsötunneln             | Stenungsunds kommun     | Länsväg 160       | 2               | 120       | 1957      | Öppnad för allmän trafik 1960 (Tjörnleden).                                                                 |
| Jerikotunneln                | Lerums/Partille kommun  | Väg E20           | 2+3             | 110       | 1963      | |
| Tomtebodatunneln             | Stockholms kommun       |                   | 2               | 102       | 1991      | Endast södergående.                                                                                         |
| Lötentunneln                 | Uppsala kommun          | Riksväg 55        | 3+3             | 100       | 2007      | |
| Rudbeckstunneln              | Örebro kommun           |                   |                 | 100       |           | |
| Hinseledstunneln             | Karlshamns kommun       | Riksväg 29        |                 | 88        |           | |
| Boxvikstunneln               | Orusts kommun           |                   | 2               | 74        | 1958      | Sveriges första vägtunnel.                                                                                  |
| Oaxentunneln                 | Södertälje kommun       |                   | 1               | 30        |           | På ön Oaxen. Ursprungligen byggd som järnvägstunnel.                                                        |

Tunnlar under byggnad:
- Förbifart Stockholm (under byggnad), Stockholms kommun/Ekerö kommun, väg E4, cirka 17 km